# Benthophilus baeri
Benthophilus baeri är en fiskart som beskrevs av Kessler, 1877. Benthophilus baeri ingår i släktet Benthophilus och familjen smörbultsfiskar. Inga underarter finns listade.

## Bildgalleri

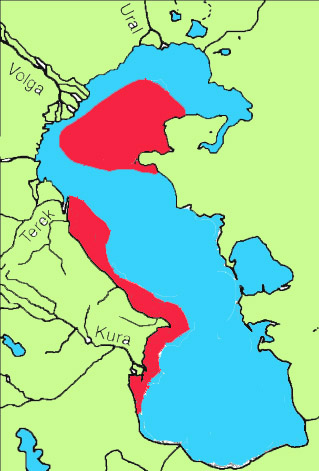